# The Honeydrippers: Volume One
The Honeydrippers: Volume One es un EP del grupo The Honeydrippers, lanzado en 1984.
Es la primera y única producción de este conjunto, que agrupó nombres estelares del rock británico, como Robert Plant, Jimmy Page o Jeff Beck, entre otros. 
El EP consta de cinco canciones, las cuales son versiones de artistas de rhythm & blues y soul de los años 50 y 60 (Ray Charles, Phil Spector, Doc Pomus, Roy Brown). 
Fue lanzado internacionalmente bajo el sello de Plant: Es Paranza Records, a través de la multinacional Atlantic.

## Lista de canciones
Lado A
1. "I Get a Thrill" (Rudy Toombs) – 2:39
2. "Sea of Love" (George Khoury, Philip Baptiste) – 3:03
3. "I Got a Woman" (Ray Charles, Richard) – 2:58

Lado B
1. "Young Boy Blues" (Doc Pomus, Phil Spector) – 3:30
2. "Rockin' at Midnight" (Roy Brown) – 5:57

## Personal
- Robert Plant - vocalista
- Jeff Beck - guitarrista ("I Got a Woman", "Rockin' at Midnight" y "Young Boy Blues")
- Jimmy Page - solos de guitarra ("Sea of Love" y "I Get a Thrill")
- Wayne Pedziwiatr - bajista
- Nile Rodgers - guitarrista, coproductor
- Paul Shaffer - teclados
- Dave Weckl - baterista